# Отдельная автомобильная батарея для стрельбы по воздушному флоту
Отдельная автомобильная батарея для стрельбы по воздушному флоту — первое в российской армии подразделение самоходных зенитных артиллерийских установок, сформированное в 1915 году.

## История
В 1912 году преподаватель Офицерской артиллерийской школы поручик В. В. Тарновский опубликовал в техническом журнале, издававшемся школой, проект зенитной артустановки на автомобильном шасси. Поскольку проект не заинтересовал артиллерийское ведомство, Тарновский обратился напрямую в артиллерийскую техническую контору при Путиловском заводе, где в то время под руководством Франца Лендера шла работа над изготовлением отечественного зенитного орудия. Однако первые четыре орудия Лендера были изготовлены лишь в начале 1915 года.
В феврале орудия установили на автомобильные шасси и провели полигонные испытания. 6 марта штабс-капитан Тарновский доложил начальству, что «батарею следует считать сформированной 5-го сего марта». 10 марта батарея была погружена в железнодорожные вагоны и 12 марта прибыла на Северо-Западный фронт.
30 мая (13 июня) 1915 года батарея приняла боевое крещение. В районе городе Пултуск огнём орудий был повреждён германский аэроплан, который приземлился в расположении Русской армии. 17 (30) июля 1915 года, охраняя мосты в районе Варшавы, батарея выпустила 187 снарядов и повредила 2 германских аэроплана, которые приземлились в расположении Русской армии.

## Вооружение

### Организация
Батарея состояла из четырёх грузовиков с пушками (расчёт 6 человек), четырёх автомобилей для перевозки снарядов и ГСМ (расчёт 3 человека), четырёх мотоциклов для ведения разведки, трёх легковых автомобилей для офицеров и команды связи и полевой кухни на автомобильном шасси.